# Herman Baltia
Pour les articles homonymes, voir Herman et Baltia.

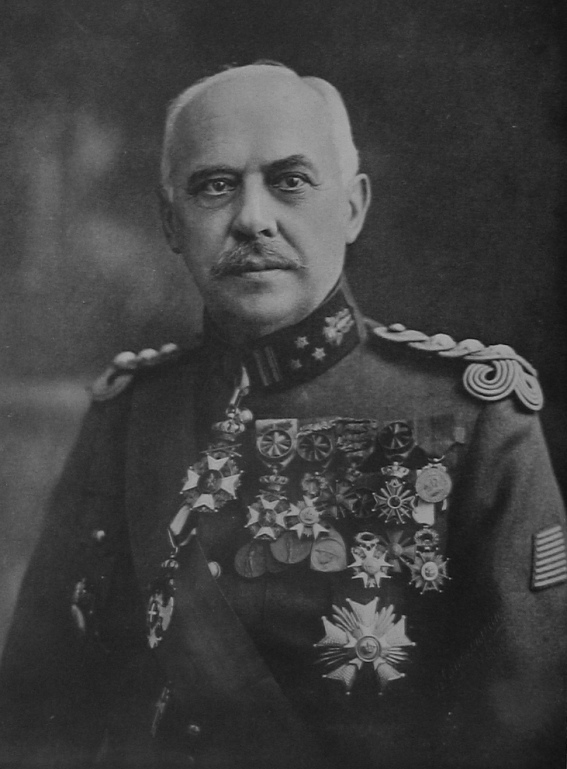
Le général Baltia en 1922.

Le baron Herman Baltia (né le 1er septembre 1863 à Saint-Josse-ten-Noode et mort le 16 septembre 1938 à Saint-Gilles) est un général belge. Il a participé à la Première Guerre mondiale et a occupé la fonction de haut-commissaire royal des Cantons de l'est de 1920 à 1925.

## Biographie
Herman Baltia, né le 1er septembre 1863 à Saint-Josse-ten-Noode, est le fils et de Frédérique Gilquin, d'origine allemande, et du général belge Charles Baltia commandant de la 3e division de Liège et petit-fils de Bimaele-Baltia capitaine qui participe aux campagnes du Premier empire. Le 6 avril 1899, il épouse Gabrielle Charles à Liège.
Il entre à l'École royale militaire en 1883 et en sort sous-lieutenant affecté au 10e régiment de Ligne d'Arlon. Sept ans plus tard, il entre à l'École de guerre et en sort chef de promotion. À 32 ans, il est capitaine dans le cadre spécial d'état-major. Pendant longtemps, il fait partie de l'état-major du général Pocquet.
Au début de la Première Guerre mondiale, le 12 août 1914, il est chef d'état-major de la division de cavalerie victorieuse à la bataille de Haelen.
Promu colonel, il prend ensuite le commandement du régiment des Guides. Aquarelliste, il organise à partir de 1916, en tant que commandant du 10e régiment de Ligne (futurs Chasseurs ardennais) plusieurs expositions artistiques sur le Front de l'Yser, présentant même quelques-unes de ses propres aquarelles lors de la première exposition. La même année, il est promu général-major et il prend le commandement de la 17e brigade. Il organise, le 29 octobre 1917, le raid de nuit couronné de succès sur la crête de Woumen.
En 1918, il est promu lieutenant-général, grade le plus élevé dans la hiérarchie militaire belge. Il est nommé à la tête de la 9e division d'infanterie. Sa division participe à la bataille de Merckem 17 avril 1918 qui voit les Belges repousser une attaque massive de l'armée allemande. Lors de l'offensive libératrice à l'automne 1918, il commande encore la 9e division d'infanterie qui fait partie du groupement du général Jacques.
Du 10 janvier 1920 (entrée en vigueur du traité de Versailles) au 1er juin 1925 (conformément à la loi du 6 mars 1925), il assume la fonction de « haut-commissaire royal » des Cantons de l'Est, uniquement responsable devant le seul Premier ministre belge, un poste obtenu notamment grâce à sa maîtrise des langues (allemand, néerlandais et même anglais). Pendant cette période transitoire, il dispose de pouvoirs étendus, exerçant en même temps le pouvoir législatif et exécutif. Même si la langue allemande, la religion et l'enseignement public sont respectés, l'objectif de son administration est de faire disparaître les traces du régime impérial allemand qui a précédé. Un de ses premiers actes officiels est de faire démonter, dans la ville de Malmedy où il avait sa résidence, le monument commémorant la Guerre franco-prussienne de 1870-1871. La presse n'est autorisée que si elle est favorable à la Belgique et les bourgmestres de communes des Cantons de l'Est ne sont nommés que s'ils ont fait acte de loyauté vis-à-vis de la Belgique.
Conformément aux prescrits du Traité de Versailles, il organise entre le 26 janvier et le 23 juillet 1920 une consultation populaire destinée à valider le rattachement des Cantons de l'Est à la Belgique. Les opposants à l'annexion doivent toutefois inscrire leurs noms et leurs adresses dans deux registres ad hoc à Eupen et Malmedy. Seuls 271 électeurs sur 33 726 osent voter pour l'Allemagne, la crainte étant forte chez les votants de se voir expulser ou à tout le moins de se voir retirer leur carte de ravitaillement. Cette consultation tronquée est fortement critiquée dans les pays signataires du traité de Versailles et par une partie de la presse internationale.
À la suite de son décès le 16 septembre 1938 à Saint-Gilles, ses funérailles sont célébrées à l'église Saint-Gilles de Saint-Gilles et il est inhumé au cimetière d'Arlon.

## Hommages et distinctions
Herman Baltia a été élevé à la dignité de baron par le Albert Ier, roi des Belges en 1921.
Il a laissé son nom à la butte Baltia érigée à son initiative en 1923 qui permet au Signal de Botrange, le point culminant de la Belgique depuis 1919, d'atteindre la hauteur de 700 m. Le nom du général la surmonte sur une stèle en pierre.
Les distinctions suivantes lui ont été décernées :
- Grand-croix de l'ordre de la Couronne (Belgique).
- Grand officier de l'ordre de Léopold (Belgique).
- Croix de guerre 1914-1918 avec palme (Belgique).
- Croix militaire de 1re classe (Belgique).
- Croix de L'Yser (Belgique).
- Grand officier de l'ordre Polonia Restituta (Pologne).
- Commandeur de la Légion d'honneur (France).